# 東海中学校・高等学校の人物一覧
東海中学校・高等学校の人物一覧（とうかいちゅうがっこう・こうとうがっこうのじんぶついちらん）は、ウィキペディア日本語版に記事が存在する東海中学校・高等学校に関係する人物の一覧記事。

## 出身者

### 政界

#### 国会議員
- 海部俊樹（元衆議院議員（16期）、第76・77代内閣総理大臣） - 桐花大綬章受章
- 久野忠治（元衆議院議員（14期）、元郵政大臣） - 勲一等旭日大綬章受章正三位叙位
- 久野統一郎（元自由民主党衆議院議員） - 高校1年生の時に早稲田高等学院に転校。
- 丹羽秀樹（自由民主党衆議院議員、元内閣府副大臣、愛知県連会長）
- 細田健一（元自由民主党衆議院議員）
- 今枝宗一郎（自由民主党衆議院議員、医師）
- 伊藤忠彦（自由民主党衆議院議員、東海銀行元頭取・伊藤喜一郎の次男） - 東海中学卒。高校は早稲田高等学院を卒業。
- 池田佳隆（元自由民主党衆議院議員、文部科学副大臣） - 元日本青年会議所会頭
- 長坂康正（自由民主党衆議院議員、元経済産業副大臣）
- 工藤彰三（自由民主党衆議院議員）
- 長谷川淳二　(自由民主党衆議院議員)
- 赤松広隆（元立憲民主党衆議院議員（9期）、元農林水産大臣、元衆議院副議長） - 東海中学卒。高校は早稲田高等学院を卒業。
- 吉田幸弘（元自由民主党衆議院議員）
- 今井雅人（立憲民主党衆議院議員）
- 西川厚志（立憲民主党衆議院議員）
- 吉田統彦（元立憲民主党衆議院議員、医師）
- 小林憲司（元民主党衆議院議員）

#### その他
- 石田芳弘（元犬山市長、元民主党衆議院議員、学校法人神野学園元理事長）
- 神田真秋[1]（前愛知県知事、元一宮市長、愛知芸術文化センター総長、学校法人名城大学理事）
- 松原武久（前名古屋市長、学校法人梅村学園理事、東海学園大学学長）
- 井上博通[2]（元瀬戸市長）
- 冨田和音（元稲沢市議会議員、元CBCテレビアナウンサー）

### 官界
- 安藤久佳[3]（元経済産業事務次官、元中小企業庁長官）
- 佐橋滋（元通商産業事務次官） - 官僚たちの夏の主人公
- 星野次彦[4]（第50代国税庁長官、元財務省主税局長）
- 高橋太朗（元財務省主計官補佐、熊本県企画振興部長）
- 田端浩[5][6]（観光庁長官）
- 西ヶ廣渉（宮内庁宮務主管、元駐ルクセンブルク大使、元外務省大臣官房審議官、演劇評論家）
- 多賀敏行（元駐ラトビア大使、元宮内庁侍従、評論家）
- 青山豊久[7]（林野庁長官[8]、農林水産省農村振興局長[8]、農林水産省大臣官房技術総括審議官[8]、農林水産技術会議事務局長[8]、農林水産省大臣官房総括審議官[8]）

### 法曹界
- 白木勇（最高裁判所判事）- 旭日大綬章受章

### 研究者
- 森重文（京都大学名誉教授） - フィールズ賞受賞、国際数学連合総裁、文化功労者、文化勲章受章、コール賞受賞、日本学士院賞受賞、中日文化賞受賞
- 大嶽秀夫（京都大学名誉教授、政治学） - 紫綬褒章受章
- 夫馬進（京都大学名誉教授、東洋史学） - 恩賜賞、日本学士院賞受賞
- 松本英治（京都大学工学部教授）
- 梅野健（京都大学大学院情報学研究科教授）
- 藤井滋穂（京都大学大学院地球環境学堂教授）
- 松田清（京都大学名誉教授、文化環境学）
- 田部勢津久（京都大学大学院人間・環境学研究科教授）
- 幸島司郎（京都大学野生動物研究センター教授）
- 加藤進昌（東京大学名誉教授、元東京大学医学部附属病院長、大人のアスペルガー症候群の権威）
- 伊藤正直（東京大学名誉教授、大妻女子大学学長、金融史）
- 吉田宏一郎（東京大学名誉教授、海洋工学） - 日本造船学会元会長
- 神田秀樹（東京大学大学院法学政治学研究科教授）
- 森田宏樹（東京大学大学院法学政治学研究科教授）
- 米倉明（東京大学名誉教授、民法）
- 近藤邦康（東京大学名誉教授、政治学）
- 鬼頭秀一（東京大学名誉教授）
- 白井良明（元東京大学大学院工学系研究科教授）
- 山岸俊男（北海道大学名誉教授、社会心理学） - 紫綬褒章受章、文化功労者
- 小田忠雄（東北大学名誉教授、数学）
- 長瀬敏郎[9]（東北大学学術資源研究公開センター植物園准教授）
- 浅野三平（日本女子大学名誉教授、国文学）
- 立川武蔵（元名古屋大学教授、国立民族学博物館名誉教授）- 紫綬褒章受章、中日文化賞受賞、瑞宝中綬章受章
- 鈴置保雄（名古屋大学工学部長（教授））
- 森川壽（元名古屋大学教授、数学）
- 熊沢正夫（元名古屋大学教授、植物学）
- 野口晃弘[10]（名古屋大学経済学部経済学科教授）
- 澤田享（秋田公立美術大学美術教育センター教授）
- 宮地英敏（九州大学附属図書館付設記録資料館准教授、経済史学）
- 手嶋豊（神戸大学大学院法学研究科教授）
- 伊藤宗彦（神戸大学経済経営研究所教授）
- 中西聡（慶應義塾大学経済学部教授） - 日本学士院賞受賞
- 富田俊基（中央大学法学部教授）
- 村瀬信也（上智大学法学部教授）
- 細川道久（鹿児島大学教授、西洋史学）
- 管啓次郎（明治大学大学院理工学研究科教授）
- 丹羽金一郎（朝日大学名誉教授）
- 犬飼裕一（日本大学文理学部教授、社会学）
- 安田文吉（南山大学名誉教授、東海学園大学人文学部教授）
- 原田敬一（千葉大学名誉教授、アメリカ文学研究者）
- 浜田邦裕（京都精華大学芸術学部教授）
- 岩田文昭（大阪教育大学教育学研究科社会科教育専攻教授）
- 佐々木雅幸（大阪市立大学大学院創造都市研究科教授）
- 佐藤和彦（東京学芸大学名誉教授、日本史学）

### 経済界
- 平野信行（三菱東京UFJ銀行頭取、三菱UFJフィナンシャル・グループ代表取締役社長、全国銀行協会会長）
- 野木森雅郁[11]（アステラス製薬会長、日本製薬団体連合会会長）
- 木股昌俊[12]（クボタ元社長、日本農業機械工業会元会長、関西経済連合会元副会長）
- 大野直竹（大和ハウス工業社長）
- 籠橋寛典（中部国際空港社長、マツダ・トヨタ・マニュファクチャリング・U.S.A.元副社長）
- 三田敏雄（中部電力会長、中部経済連合会会長、大同大学監事）
- 小出宣昭（中日新聞社社長）
- 佐伯卓（東邦ガス元会長、日本ガス協会元副会長、愛知県公安委員会元委員長）
- 斎藤明彦（デンソー元会長、トヨタ自動車元副社長）
- 杉浦正樹（中部日本放送社長、CBCテレビ・CBCラジオ会長）
- 吉田守孝[13]（アイシン社長、トヨタ自動車元副社長、豊田中央研究所元会長）
- 末安堅二[14]（[15]元中京銀行頭取・会長、学校法人名古屋学院大学理事長）
- 髙橋広（名港海運社長、愛知祝祭管弦楽団コンサート・マスター）
- 種村均（ノリタケカンパニーリミテド元社長、中日本高速道路会長、中部経済同友会元代表幹事）
- 牧誠（メルコホールディングス会長、創業者、デジタルライフ推進協会代表理事）
- 山田幸夫（久米設計社長）
- 蟹江嘉信（カゴメ元社長、創業家、日本缶詰協会元会長、旭日小綬章受章）
- 安井義博（ブラザー工業元会長・相談役、創業家、藍綬褒章受章、旭日中綬章受章、名古屋商工会議所副会頭）
- 丸山弘昭（アタックス元社長、創業者）
- 西浦道明（アタックス社長、創業者）
- 郷治友孝（東京大学エッジキャピタル社長、創業者、2013年G8イノベーション会合日本代表）
- 山田進太郎（メルカリ社長、創業者）

### 文化人
- 高須克弥（美容整形外科医、高須クリニック院長、元国際美容外科学会会長、元日本美容外科学会会長）
- 黒川紀章（建築家） - 建築界のノーベル賞と言われる仏建築アカデミー建築大賞ゴールドメダル受賞、文化功労者
- 小谷剛（小説家） - 芥川賞受賞
- 冨澤有爲男（小説家） - 芥川賞受賞
- 大沢在昌（小説家） - 直木賞受賞
- 梅原猛（元京都市立芸術大学学長、哲学者） - 文化功労者、文化勲章受章、中日文化賞受賞
- 石川直久（愛知医科大学学長）
- 栗田昌裕（群馬パース大学学長、医学者）
- 後藤泰之（愛知工業大学学長） - 学校法人名古屋電気学園の創設者一族に生まれる
- 松原武久（東海学園大学学長、元名古屋市長）
- 末安堅二[14]（学校法人名古屋学院大学理事長[15]、元中京銀行頭取・会長）
- 高橋龍太郎[16]（精神科医、日本で最も有名な現代アートコレクター[17]）-　所蔵作品は2000点に及ぶ（2011年2月現在）、医療法人社団こころの会理事長
- 呉智英（評論家、日本マンガ学会会長）
- 松原聰（元日本鉱物学会会長[18]）
- 芦原睦（心療内科医、日本心療内科学会理事）
- 高須幹弥（美容整形外科医、高須クリニック名古屋院院長）
- 黒川雅之（建築家） - 黒川紀章の実弟、元金沢美術工芸大学美術工芸研究科教授
- 森博嗣（小説家） - 工学博士。元名古屋大学准教授。メフィスト賞受賞
- 青羽悠（小説家） - 小説すばる新人賞受賞（東海高等学校在学中の2016年に史上最年少で小説すばる新人賞を受賞）
- 人間六度（小説家）
- 森田沙伊（画家）
- 一色真理（詩人） - 日本詩人クラブ賞受賞
- 管啓次郎（比較文学者、詩人） - 読売文学賞受賞
- 松平實胤（寂光院住職、社会福祉法人ともいき福祉会理事、国際仏教交流協会監事）
- 岩井良明（モノリス代表）
- 林修（東進ハイスクール・東進衛星予備校講師、タレント） - 2013年新語・流行語大賞受賞『今でしょ!』
- 山田耕大（脚本家）
- 三宅民夫（NHKアナウンサー）
- 榊原悠介（CBCアナウンサー）
- 浅沼道郎（名古屋テレビアナウンサー）
- ドリアン助川（詩人、ミュージシャン）
- 三浦洋一（俳優）
- 藤田宗久（俳優）
- 木村太郎（ジャーナリスト、逗子・葉山コミュニティ放送代表、慶應義塾高等学校から東海高等学校に編入[19]）
- 鈴木敏夫（スタジオジブリプロデューサー・代表取締役、徳間記念アニメーション文化財団副理事長）
- 長坂信人（テレビ・映画プロデューサー、オフィスクレッシェンド代表取締役）
- 海部正樹（テレビプロデューサー、米国Wowmax Media代表、海部俊樹の長男） - 東海中学卒
- 兼松光（音楽プロデューサー、作詞家、フラッシュポイント代表取締役）
- 渡邊孝好（映画監督） - 日本アカデミー賞優秀監督賞受賞
- 古屋雄作（脚本家、演出家、映像ディレクター、うんこ漢字ドリル作者）
- 水野敬也（ベストセラー作家）
- 藤井誠二（ノンフィクション作家）
- 鈴木宣之（実業家、エッセイスト、イチローの実父）
- 加藤倫教（日本野鳥の会愛知県支部事務局長、あさま山荘事件元被告）
- 菅野雅紀（ピアニスト、元東京芸術大学講師、現聖徳大学音楽学部准教授）
- 角田鋼亮（指揮者）
- 川村晃裕（元プロ雀士、麻雀戦術家）
- 米本明（指揮者、トラオム祝祭管弦楽団総監督）
- 沢田蒼梧（ピアニスト、医師）
- 岩井良明（令和の虎主宰、実業家）

### スポーツ界
- サンダー杉山（元プロレスラー、実業家）
- 藤ノ川祐兒（東海学園大学経営学部教授、元幕内力士）
- 小島茂男（元プロ野球選手）

## 教員
- 小田忠市郎（社会） - 「モノで学ぶ日本地理」「モノで学ぶ世界地理」著者。中日新聞「達人に訊け！」に連載を持つ。
- 島田尚幸（理科） - あいち妖怪保存会共同代表。「やりなおし高校の生物」著者